# 페르미 문제
페르미 문제(Fermi Problem) 또는 페르미 추정(Fermi Estimate)은 어떠한 문제에 대해 기초적인 지식과 논리적 추론만으로 짧은 시간 안에 대략적인 근사치를 추정하는 방법이다. 이는 이탈리아의 물리학자 엔리코 페르미의 이름을 땄다. 게스티메이션(Guesstimation)이라고도 하며, 기업 채용 면접에도 종종 등장한다.

## 유명한 추정

### 트리니티 폭발력
페르미는 1945년 7월 16일 트리니티 테스트 당시 폭발 지점으로부터 10마일 정도 떨어진 베이스캠프에서의 관찰을 바탕으로 다음과 같이 그 위력을 추정했다.
폭발 후 약 40초가 지나자, 폭풍이 내게 닿았다. 나는 충격파가 지나가기 이전과, 도중과, 나중에 각각 작은 종이 조각들을 약 6피트 높이에서 떨어뜨려 그 폭발력을 추정해봤다. 그 때 마침 바람이 불지 않았기에, 나는 폭풍이 지나가는 도중에 떨어진 종이 조각들의 변위를 명확하고 사실적으로 측정할 수 있었다. 변위는 약 2.5미터 정도였고, 그때 나는 이 정도의 폭풍이면 TNT 1만 톤의 폭발 위력에 해당한다고 추산했다.
실제 폭발력은 대략 TNT 2만 톤에 해당되는 것으로 판명되었으니 어느정도의 오차가
있기는 했지만, 근사치에 가까운 추산이었다.

### 시카고의 피아노 조율사 수
이 문제는 페르미가 시카고대학 학생들에게 출제했다고 알려져 있다. 이에 대한 추정의 예는 다음과 같다.
먼저 다음 데이터를 가정한다.
1. 시카고의 인구는 약 300만명이다.
2. 가구당 구성원은 약 3명이다.
3. 피아노 보유율을 10% 정도라 하면 10만 가구가 피아노를 갖는다.
4. 피아노 조율은 일 년에 한 번 한다고 가정한다.
5. 조율사가 조율에 걸리는 시간은 이동시간을 포함해 2시간 정도이다.
6. 조율사는 하루 8시간, 주 5일, 1년에 50주간 일한다.

이러한 가정을 바탕으로 다음과 같이 대략적인 숫자를 추론할 수 있다.
1. 시카고는 총 100만 가구 (300만/3)
2. 피아노는 총 10만대 (100만/10)
3. 피아노 조율은 연간 10만 건
4. 피아노 조율사는 1년간 1000대를 조율 (4*5*50)
5. 따라서 조율사의 수는 100명 (10만/1000)

## 같이 보기
- 지두력
- 드레이크 방정식